# Ruth Perry
Ruth Perry   (Grand Cape Mount, 16 de juliol de 1939 - Columbus, 8 de gener de 2017) va ser una política liberiana. Va exercir com a presidenta interina del Consell d'Estat de Libèria des del 3 de setembre de 1996 fins al 2 d'agost de 1997, després de la Primera Guerra Civil de Libèria. Després d'onze intents de pau internacionals entre 1990 i 1995 per posar fi a la guerra civil a Libèria, finalment va tenir èxit. El Consell d'Estat interí estava format per un president civil, així com per membres de faccions en guerra: Charles Taylor, el líder del Moviment d'Alliberament Unit de Libèria per la Democràcia-K, Alhaji Kromah, el líder del Consell de Pau de Libèria, George Boley, i dos civils més.
Perry fou coneguda per ser la primera dona presidenta de Libèria i de l'Àfrica contemporània en conjunt. Libèria també té la distinció d'elegir a Ellen Johnson Sirleaf com la primera dona líder africana escollida en els temps moderns.

## Biografia
Perry va néixer el 16 de juliol de 1939 a una zona rural del comtat de Grand Cape Mount, a Libèria, era la filla de Marjon i AlHaji Semila Fahnbulleh. Nascuda com a musulmana d'ascendència ètnica Vai, de nena Perry va participar en la societat Sande, una escola tradicional i societat secreta per a dones, i va assistir a classes regulars. Els seus pares la van matricular més tard a una escola catòlica romana per a noies a Monròvia dirigida per monges missioners. Perry es va graduar al Teachers College de la Universitat de Libèria. Va treballar com a professora d'escola primària al comtat de Grand Cape Mount.
Es va casar amb McDonald Perry, jutge i legislador i van tenir set fills. Amb els fills grans, Perry va treballar a l'oficina de Monrovia del Chase Manhattan Bank el 1971 i va ensenyar a una escola de Sande.
Quan el seu marit es va implicar en la política, Ruth Perry es va dedicar a la campanya electoral i va intentar que les dones el votessin. Després de la mort del seu marit, el partit va demanar a Ruth que postulés com a senadora pel seu districte d'origen. El 1985, Perry va guanyar un escó al Senat de Libèria com a candidat del Partit de la Unitat. En resposta a les eleccions presidencials de Samuel Doe després de convocar eleccions, els càrrecs del Partit Unity i altres polítics oficials de l'oposició van boicotejar el Senat en protesta, afirmant que el govern de Doe era il·legítim. Perry no es va unir al boicot i es va convertir en l'únic membre de l'oposició a l'Assemblea. "No pots resoldre els problemes mantenint-te'n allunyat", va dir. Va servir fins al 1989. Després, Perry va llançar un negoci minorista i es va implicar en grups civils com ara Women Initiative a Libèria, Women in Action for Goodwill i l'Associació de Serveis Socials que pretenia posar fi a la creixent Guerra Civil de Libèria.
El 17 d'agost de 1996, després de 17 anys de conflicte i 7 anys de guerra, els representants de la Comunitat Econòmica dels Estats de l'Àfrica Occidental (ECOWAS) van negociar un alto el foc entre les faccions en guerra de Libèria i van anunciar que Perry substituiria a Wilton Sankawulo com a president del Consell d'Estat en un govern provisional. Segons els informes, els quatre senyors de la guerra en el conflicte de Libèria havien acceptat l'acord de pau amb Perry com a líder interina, després del seu retorn d'un breu exili a Staten Island, Nova York.
Després de dimitir, Perry va començar a viure entre Libèria i els EUA. El 2004 va ser African President-in-Residence al Centre d'Investigació i Arxius Presidencials d'Àfrica de la Universitat de Boston.